# Франсоаз д'Обиње, маркиза де Ментнон
Франсоаз д'Обиње, маркиза де Ментнон (фр. Françoise d'Aubigné, marquise de Maintenon) је била морганатска друга супруга Луја XIV, француског краља.

## Порекло
Франсоаз д'Обиње је рођена у затвору Нору (фр. Niort), зато што је њен отац, Констан д'Обиње (фр. Constant d'Aubigné) био хугенот. Њен деда је био Агрипа д'Обиње (фр. Agrippa d'Aubigné), познат као блиски пријатељ Анрија IV. Мадам д'Обиње, католикиња, крстила је дете у тој религији. Њени крштени кумови су били војвода од Рошефокоа (фр. duc de la Rochefoucauld) и грофица од Ноијана (фр. comtesse de Neuillant).
Године 1639. Франсоазин отац је био пуштен из затвора, те је отишао на Мартиник са породицом где јеу умро у беди 1645. године. Једно време су се о Франсоаз старале мадам де Вијет а потом и њена крштена кума, грофица од Ноијана, да би се потом Франсоаз вратила својој мајци са којом ме скромно живела од невелике пензије до краја мајћиног живота, која је умрла 1650.

## Долазак на француски двор
Године 1651. удала се за Пола Скарона (фр. Paul Scarron), фрнацуског песника и писца који је већ у то време био тешко болестан. Девет година, Франсоаз је била Скаронова жена, неговатељица и веза са књижевним светом.
Када је Скарон умро 1660, краљица Ана од Аустрије је наставила да плаћа пензију његовој жени, чак ју је и повећала што је Франсоаз омогућило неометан живот у литерарним круговима. Након смрти краљице-мајке, Луј XIV је укинуо пензију. Франсоаз се већ била спремала на пут у Португал како би преузела дужност дворске даме краљице Португала, али је баш тад упознала Мадам де Монтспан, тадашњу краљеву љубавницу, којој се Франсоаз толико свидела да је наговорила Луја да поново почне да исплаћује Франсоаз пензију.
Године 1669. мадам Монтспан је родила прво Лујево дете, те је дала Франсоаз велика примања и пуно послуге како би ова у тајности гајила њено дете. Мадам Маинтенон је вероватно одабрала баш Франсоаз за овај задатак јер је није сматрала никаквом претњом ни конкуренцијом, с обзиром да је Франсоаз увек носила црнину а од украса једино је увек имала распеће и бројаницу. Видно побољшано материјално стање јој је омогућило да купи имање Ментнон.
Године 1674. краљ је одлучио да доведе своју ванбрачну децу на двор, те је и њихова гувернанта дошла са њима. С почетка, Луј XIV није много волео мадам Скарон, међутим с временом почео је веома да је цени, што је изазвало љубомору мадам Монтспан. Године 1678, имање Ментнон је уздигнуто на ранг маркизата, а Франсоаз је добила титулу мадам од Ментнона. Године 1680. мадам Ментнон је постала друга принцезина дама пратиља, а убрзо након тога, мадам Монтспан је напустила двор. Франсоаз је омала успеха на двору — краљица Марија Тереза је отворено говорила да нико до тада није с њом тако добро поступао. Умрла је на рукама мадам Ментнон, 1683.
Краљево дивљење је све више расло, те јој је предложио да буде његова љубавница, међутим, Франсоаз је то одбила, а као разлог дала религиозне мотиве. До краја седамдесетих краљ је проводио сваки сободан тренутак са њом, уживајући у разговорма о полтици, религији и економији.

## Брак са Лујем XIV
Године 1684. мадам де Ментнон је постала прва принцезина дворска дама, а у зиму 1685/1686 удала се за краља. Венчање је одржано у тајности, а венчао их је Франсоа де Арли, париски надбискуп, у присуству краљевог исповедника, Пер Лашеза, маркиза Моншевреја, Клода де Форбина и Бонтемпа. С обзиром на неједнакост друштвених класа којима су припадали, овај брак није могао бити јавно озваничен а Франсоаз није могла да постане краљица, тако да је овај брак остао морганатски брак. Не постоји никакав писани доказ о постојању овог брака, али историчари се слажу да је до њега заиста дошло.

## Породично стабло
|  |                                         |  |  |  |  |  |  |  |  |  |  |  |  |  |  |  |
|  | 2. Constant d'Aubigné                   |  |  |  |  |  |  |  |  |  |  |  |  |  |  |  |
|  |                                         |  |  |  |  |  |  |  |  |  |  |  |  |  |  |  |
|  |                                         |  |  |  |  |  |  |  |  |  |  |  |  |  |  |  |
|  | 1. Франсоаз д'Обиње, маркиза де Ментнон |  |  |  |  |  |  |  |  |  |  |  |  |  |  |  |
|  |                                         |  |  |  |  |  |  |  |  |  |  |  |  |  |  |  |
|  |                                         |  |  |  |  |  |  |  |  |  |  |  |  |  |  |  |
|  | 3.                                      |  |  |  |  |  |  |  |  |  |  |  |  |  |  |  |
|  |                                         |  |  |  |  |  |  |  |  |  |  |  |  |  |  |  |
|  |                                         |  |  |  |  |  |  |  |  |  |  |  |  |  |  |  |